# Tensa (Odisha)
Tensa es una  ciudad censal situada en el distrito de Sundargarh en el estado de Odisha (India). Su población es de 4469 habitantes (2011).

## Demografía
Según el censo de 2011 la población de Tensa era de 4469 habitantes, de los cuales 2378 eran hombres y 2091 eran mujeres. Tensa tiene una tasa media de alfabetización del 81,94%, superior a la media estatal del 72,87: la alfabetización masculina es del 87,58%, y la alfabetización femenina del 75,45%.